# 秦憲公
秦憲公（前725年—前704年），《史记·秦本纪》和《史记·十二诸侯年表》误作为秦宁公，嬴姓，春秋时期秦国君主。秦文公之孙，秦静公长子，在位12年。

## 生平
前718年，秦文公之子秦静公去世，其孙秦憲公被立为太子。
前716年，秦文公去世，秦宪公继位。
前714年，将秦国国都由汧渭之会（今陕西省眉县附近）迁至平陽（今陕西省岐山县西南）。同年，秦宪公派軍隊征伐亳戎的都邑蕩社（一说在陕西省西安市长安区东南，一说在陕西省三原县、兴平市一代）。
前713年，與亳戎交戰，亳王戰敗，逃往西戎。同年，秦宪公发兵攻滅蕩社。
前710年，次子秦德公出生。
前709年，芮伯万的母亲芮姜厌恶芮伯的宠姬太多，将他赶走，让他居住在魏城（今山西省芮城县北）。
前708年，少子秦出子出生。同年秋，秦国攻打芮国，由于轻视敌军而战败。冬，周桓王和秦国的军队一起包围魏城，俘虏了芮伯万。
前704年，攻灭蕩氏。同年，秦憲公去世。

### 墓葬
秦憲公葬于秦陵山（又称西山大麓，今陕西省宝鸡市陈仓区西北）

## 家族

### 妻妾
- 鲁姬子
- 王姬，周王室女，见《秦子姬簋盖》。

### 儿子
秦宪公有三个儿子：
1. 长子秦武公，鲁姬子所生[2]
2. 次子秦德公，鲁姬子所生[2]，一说王姬生秦武公、秦德公，鲁姬子是媵，生秦出子[17]。
3. 少子秦出子，王姬所生。[4]秦宪公去世后，大庶长弗忌、威垒和三父废太子秦武公，改立少子秦出子继位。[2]